# Merry Christmas Everyone
Merry Christmas Everyone är en låt inspelad av den walesiska singer-songwritern Shakin' Stevens. Den är skriven av Bob Heatlie och producerad av Dave Edmunds, är det den fjärde och hittills sista singeln för Shakin' Stevens på UK Singles Chart.
Den släpptes den 25 november 1985. 2007 kom låten åter in i Storbritanniens topp 30 och nådde nummer 22 på jullistan. I december 2018 nådde den nummer 9 på den brittiska topplistan, dess högsta position sedan 1985. Både i december 2019 och december 2020 gjorde den ännu bättre ifrån sig och nådde nummer 6 på den brittiska listlistan vid båda tillfällena.

## Bakgrund
"Merry Christmas Everyone" spelades in 1984. Dess ursprungliga planerade release lades tillbaka med ett år för att undvika att kollidera med Band Aids välgörenhetssingel "Do They Know It's Christmas?", till vilken Stevens inte bidrog.

## Spårlista

### UK 7-tums singel
1. "Merry Christmas Everyone" (Bob Heatlie) – 3:39
2. "Blue Christmas" (Bruce Roberts / Darrell Edwards / Shakin' Stevens) – 2:45

### Storbritannien 12-tums singel
1. "Merry Christmas Everyone" Utökad version (Bob Heatlie) – 4:17
2. "Blue Christmas" (Billy Hayes / Jay W. Johnson) – 2:45
3. "With My Heart" (Bruce Roberts / Darrell Edwards / Shakin' Stevens) – 2:45